# Епархия Бутаре

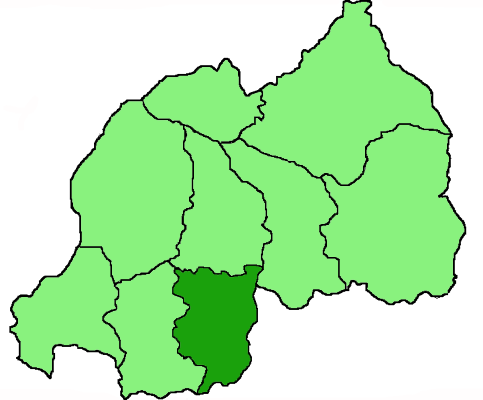
Карта епархии Бутаре

Епархия Бутаре (лат. Dioecesis Butarensis) — епархия Римско-Католической церкви с центром в городе Бутаре, Руанда. Епархия Бьюмбы входит в митрополию Кигали.

## История
11 сентября 1961 года Римский папа Иоанн XXIII издал буллу «Gaudet sancta», которой учредил епархию Астриды, выделив её из архиепархии Кабгайи.
12 ноября 1963 года епархия Астриды была переименована в епархию Бутаре.
30 марта 1992 года епархия Бутаре передала часть своей территории для возведения новой епархии Гиконгоро.

## Ординарии епархии
- епископ Жан-Батист Гахаманьи (11.09.1961 — 2.01.1997);
- епископ Филипп Рукамба (2.01.1997 — по настоящее время).

## Источник
- Annuario Pontificio, Libreria Editrice Vaticana, Città del Vaticano, 2003, ISBN 88-209-7422-3
- Булла Gaudet sancta, AAS 54 (1962), стр. 547  (лат.)